# Gentil Saelens
Gentil Saelens (* 13. März 1932 in Zelzate) ist ein ehemaliger belgischer Radrennfahrer und nationaler Meister im Radsport.

## Sportliche Laufbahn
Er debütierte 1950 bei den Amateuren mit dem zweiten Platz in der belgischen Meisterschaft im Sprint hinter Pierre Gosselin. Ein Jahr später gewann er gegen Gosselin das Meisterschaftsrennen. 1954 gewann er zwei Etappen der Belgien-Rundfahrt für Amateure. 1955 wurde gewann er die Meisterschaft im Straßenrennen.
1956 wechselte er in die Klasse der Unabhängigen, ein Jahr später wurde er Berufsfahrer und blieb bis 1963 immer in belgischen Radsportteams aktiv. 1958 war er im Grote Prijs Beeckman-De Caluwé erfolgreich. 1959 gewann er das Rennen Kuurne–Brüssel–Kuurne vor Arthur Decabooter. Dies war sein größter Erfolg als Profi.